# Enzo Fasano
Vincenzo Fasano, detto Enzo (Salerno, 2 settembre 1951 – Salerno, 23 gennaio 2022), è stato un politico italiano.

## Biografia
Dopo un lungo percorso di militanza politica nel Movimento Sociale Italiano (MSI), alle elezioni regionali in Campania del 1995 viene eletto consigliere nelle liste di Alleanza Nazionale, in provincia di Salerno, con il quale diventa poi assessore regionale all'Istruzione. Ricandidato anche alle regionali del 2000, non viene rieletto.

### Elezione a deputato
Alle elezioni politiche del 2001 viene eletto deputato nel collegio uninominale di Battipaglia sostenuto dalla Casa delle Libertà (in quota AN).
Alle elezioni politiche del 2006 è il secondo dei non eletti al Senato della Repubblica per Alleanza nazionale in regione Campania.
Torna in Parlamento alle elezioni politiche del 2008 quando viene eletto al Senato della Repubblica, nelle liste del Popolo della Libertà nella circoscrizione Campania.
Alle elezioni politiche del 2013 viene rieletto senatore.
Il 16 novembre 2013, con la sospensione delle attività del Popolo della Libertà, aderisce a Forza Italia.
Alle elezioni politiche del 2018 viene nuovamente eletto alla Camera dei Deputati, nelle liste di Forza Italia nella circoscrizione Campania 2.
È morto il 23 gennaio 2022 a Salerno, all'età di 70 anni, a poche ore dal primo scrutino per l'elezione del Presidente della Repubblica, a causa di un cancro contro cui lottava da tempo. Gli subentra Rossella Sessa, prima dei non eletti nella circoscrizione Campania 2.